# Aldrin (månkrater)
Aldrin är en liten nedslagskrater lokaliserad till den södra delen av Mare Tranquillitatis, till öst om kratern Sabine. Den ligger cirka 50 kilometer nordväst om Apollo 11 landningsplats. Den är uppkallad efter den amerikanska astronauten Buzz Aldrin. Aldrin är den krater som ligger längst till väst av den rad av tre kratrar som är uppkallade till ära efter besättningsmännen på Apollo 11. Ungefär 30 kilometer till öst ligger landningsplatsen efter månsonden Surveyor 5.
Kratern identifierades tidigare som Sabine B innan den namngavs av IAU. 